# Ephesia yunnana
Ephesia yunnana là một loài bướm đêm trong họ Noctuidae.